# Prosthechea christensonii
Prosthechea christensonii är en orkidéart som först beskrevs av P.R. Harding, och fick sitt nu gällande namn av Wesley Ervin Higgins. Prosthechea christensonii ingår i släktet Prosthechea och familjen orkidéer.
Artens utbredningsområde är Ecuador. Inga underarter finns listade i Catalogue of Life.